# 마데이라-마모레 철도

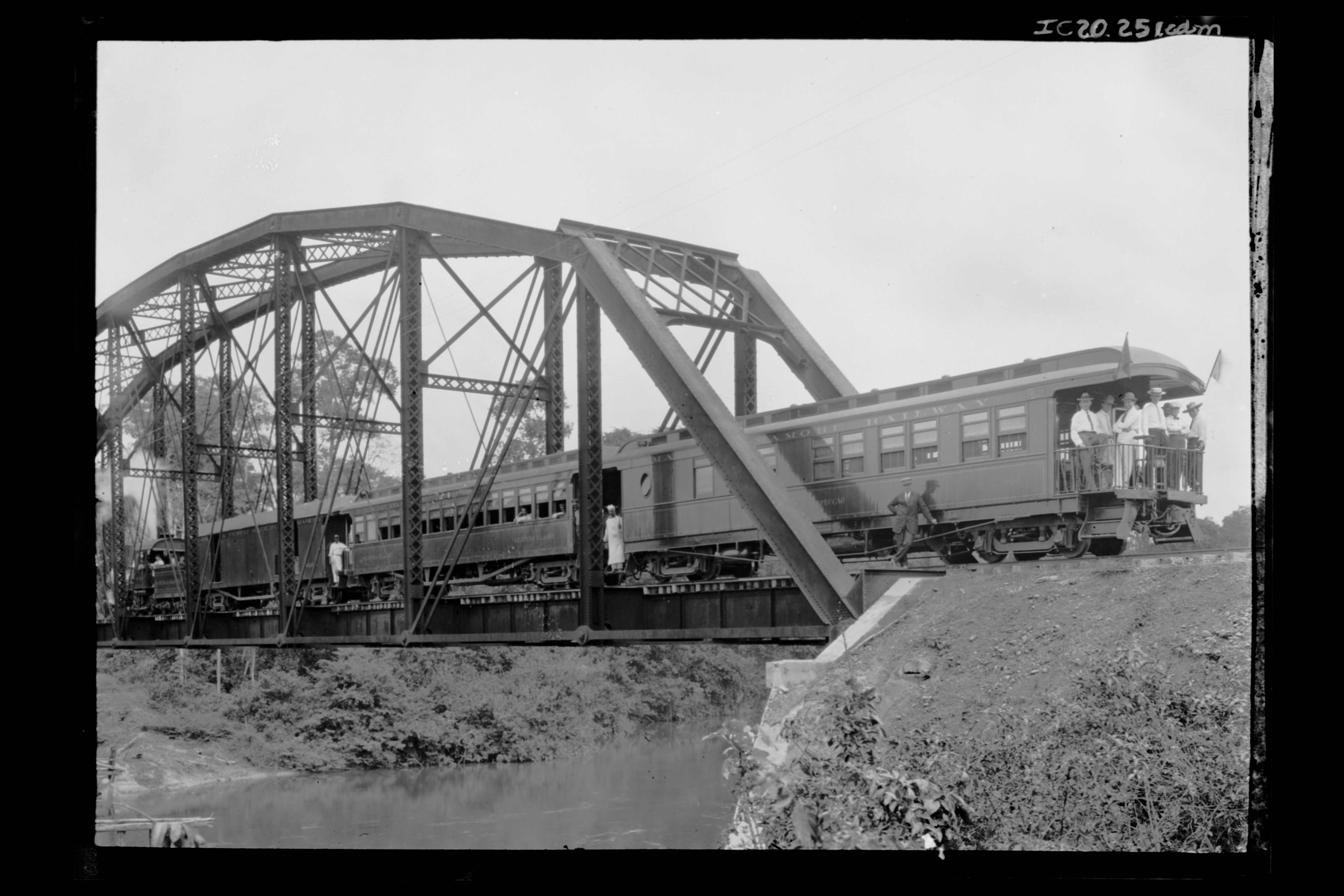

마데이라-마모레 철도는 브라질에 있었던 철도이다. 페트로폴리스 조약에서 브라질은 아크레(아크리주) 지역을 받는 대신 배상금을 지불하는 것과 함께 볼리비아가 아마존강을 거쳐 대서양으로 교역할 수 있도록 이 철도를 지어주기로 약속했다.
수천명의 노동자가 열병으로 죽어나가면서 완공된 이 철도는 머지 않아 파나마 운하나 볼리비아에서 아르헨티나로 가는 철도가 놓이고 연선지역의 고무 추출 산업이 침체되면서 수요가 급감했지만 볼리비아 정부의 요구에 의해 브라질 정부는 이 철도를 계속 운영했다. 결국 1973년에 아마존 횡단 도로를 통해 볼리비아와 아마존강의 항해가 가능한 구간이 도로로 연결되면서 폐선되었다.